# 八幡宮来宮神社

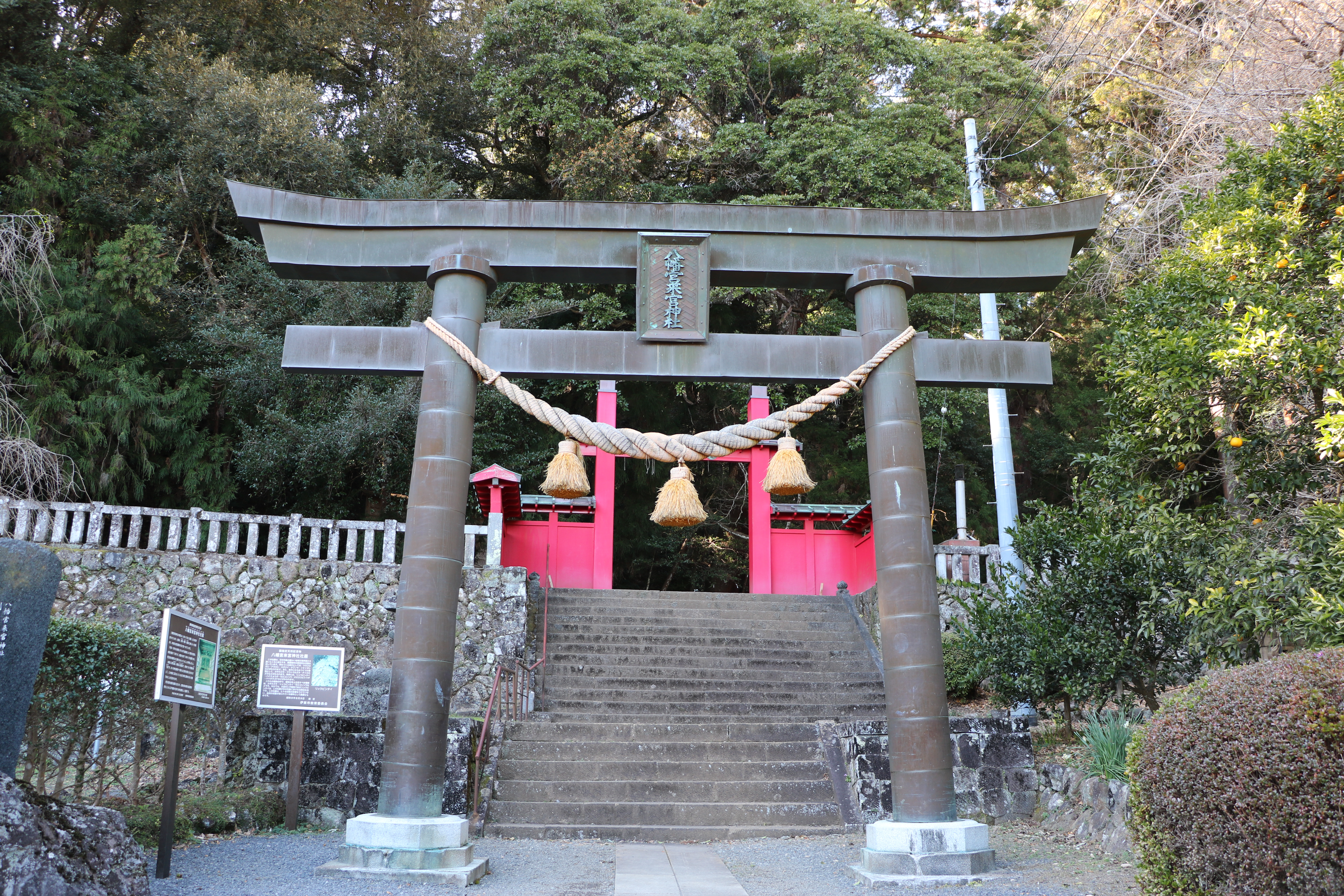
鳥居

八幡宮来宮神社（はちまんぐうきのみやじんじゃ）は、静岡県伊東市八幡野（やわたの）にある神社である。式内社「伊波久良和気命神社」の有力論社とされている。本来現在地に鎮座していた八幡宮に来宮神社を合祀したものと伝えられるが、近代社格制度において、それぞれが郷社に指定されるという珍しい例を示している。

## 社名
八幡宮は鎮座地「八幡野」の名前の起源であるとされ、また来宮神社は古くは「木宮」とも称されていた。

## 祭神
- 誉田別命（八幡宮） - 鎮座地のそもそもの地主神であったと伝える。
- 伊波久良和気命（いわくらわけのみこと）（来宮神社） - 本来は岩窟に祀られていたため、「磐座の神」の意味であろうとされる。大変な酒好きであると伝えられていた。

来宮神社の「来（木）宮」の称、漂着神伝承など、キノミヤ信仰が濃厚である。

## 歴史
社伝によれば、八幡宮は神護景雲3年（769年）に勧請されたもので、1国に八幡宮を1社置くという制度の下、伊豆国の八幡宮に定められたという。また来宮神社は太古に、瓶に載って現在地の東方、八幡野港付近の金剛根津という所に漂着し、「堂ノ穴」という岩窟に祀っていたのを、八幡宮に遷祀したという。さらに、当初2社は別殿であったが、延暦年間（782～806年）に1つの本殿に祀るようになったともいう。来宮神社は、祭神を伊波久良和気命とすることから、式内「伊波久良和気命神社」に比定されるとともに、康永2年（1343年）の奥書を持つ『伊豆国神階帳』に記載されている「従四位上 いはくらわけの明神」に比定されている。
明治6年（1873年）に八幡宮が郷社に列し、同9年に来宮神社も郷社に昇格した。戦後は神社本庁に属している。

## 伝説
- 来宮の神は大変な酒好きで、海岸に鎮座していた時に沖を通る船人に神酒の奉納を強要したため、困った人々が内陸部の「元屋敷」と呼ばれる現社地の一隅に遷したが、そこからも沖が見えて相変わらず神酒を乞うので、八幡宮の脇に再度遷祀した。
- 神代の昔、神々が川を分ける相談をした時、酔って寝てしまった来宮の神には熱川温泉のある奈良本の濁った川しか残っておらず、それを嫌がって取らなかった。これは八幡野一帯が水に恵まれず、温泉も湧かない理由を説くものであろうとされる[1]。

## 神事
- 例祭（9月15日） - 例祭後、海岸に設けた仮屋まで神輿の渡御があり、仮屋に1泊して翌16日に還御する。かつては竹筒に神酒を入れて伊古奈比咩命神社に送ったという。

## 社殿
- 本殿 - 正面2間側面1間の流造銅板葺で、寛政7年（1795年）の造替。向かって右に誉田別命、左に伊波久良和気命を祀り、類例の少ない二間社流造となっている。
- 拝殿 - 正面3間側面2間の入母屋造銅板葺で、正面1間に向拝を付す。文政7年（1824年）の造替。

本殿と拝殿を両下造の渡殿（幣殿）が連結し、以上3棟が静岡県の指定文化財となっている。

## 摂末社
天照皇大神宮、豊受皇大神宮、大国主神社、若宮八幡宮、天満宮、蛭子神社、子安神社、秋葉宮、火焚神社、水神社

## 文化財

### 天然記念物（国指定）
- 八幡野八幡宮・来宮神社社叢 - ウラジロガシ、アラカシ、イチイガシ、スダジイ、タブノキなどの高木にカギカズラなどのツル植物が絡みつき、樹下にはシダ類が群生する典型的な照葉樹林で、中でもリュウビンタイの群落は日本列島での自生地の北限とされている。昭和9年に天然記念物に指定された。

### 静岡県指定有形文化財
- 八幡宮来宮神社本殿・渡殿及び拝殿

### 伊東市指定文化財
- 八幡宮来宮神社神輿（2基） - 安永7年（1778年）に修理が施されたもの。
- 八幡宮来宮神社屋台

## その他
来宮神社の旧社地「堂ノ穴」の中には、「淡島さん」や「稲荷さん」と呼ばれる祠や石仏が並んでいる。かつての八幡野は農業主体の「岡」と漁業主体の「浜」という2部落から成っていたが、「淡島さん」を婦人病や出産の神として浜部落の婦人が出産や月経時に、この洞窟に籠もったという。また当地一帯の人々は、物を頭上に載せて運んでいたが、この習俗はほぼ日本列島の太平洋岸における北限であったとされる。

## 交通アクセス
- 伊豆急行線 伊豆高原駅 徒歩15分